# Francesco Scardina
Francesco Scardina (Turijn, 11 december 1981) is een Italiaanse voetballer.
Scardina begon zijn voetbalcarrière in de jeugd van plaatselijke profclub Juventus.
Na in 2002 succesvol uitgeleend te zijn aan Cesena, werd hij in de zomer van 2002 gecontracteerd door PAOK Saloniki.
Hier kwam hij in de eerste seizoenshelft echter niet aan spelen toe, waarna hij verhuurd werd aan L'Aguila Calcio.
In de zomer van 2003 zag Crotone wel heil in de Turijnse verdediger, waarna hij na anderhalf seizoen gehuurd werd door Vicenza. In de zomer van 2006 werd hij dan ook definitief overgenomen.
Begin juli 2008 werd hij door Serie A promovendus Chievo Verona gecontracteerd.

## Wedstrijden
| Seizoen     | Club          | Land        | Competitie    | Wedstrijden | Doelpunten |
| ----------- | ------------- | ----------- | ------------- | ----------- | ---------- |
| 2000-2002   | Juventus      | Italië      | Serie A       | 0           | 0          |
| 2002        | Cesena        | Italië      | Serie C1      | 6           | 0          |
| 2002-2003   | PAOK Saloniki | Griekenland | Alpha Ethniki | 0           | 0          |
| 2003 -      | L'Aguila      | Italië      | Serie C1      | 8           | 0          |
| 2003-2006 - | Crotone       | Italië      | Serie B       | 55          | 2          |
| 2006-2008 - | Vicenza       | Italië      | Serie B       | 69          | 2          |
| 2008-2010   | Chievo Verona | Italië      | Serie A       | 14          | 0          |
| 2010-...*   | AS Cittadella | Italië      | Serie B       | 14          | 1          |
| Totaal      |               |             |               | 166         | 5          |

 * = Laatst bijgewerkt op 25 nov 2010